# Marc Cohn (album)
| Recensione              | Giudizio     |
| ----------------------- | ------------ |
| AllMusic                | [ 2 ]        |
| Robert Christgau        | C+           |
| Sputnikmusic            | 4.5 (Superb) |
| Dizionario del Pop-Rock | [ 5 ]        |

Marc Cohn è il primo album in studio del cantautore statunitense Marc Cohn, pubblicato il 21 febbraio 1991  dalla Atlantic Records.
L'album si classificò fino al trentottesimo posto nella chart di The Billboard 200, mentre i brani contenuti nell'album, Walking in Memphis, Silver Thunderbird e True Companion si classificarono rispettivamente al #13, al #63 ed al #80 della chart (riservata ai singoli) di The Billboard Hot 100.
Inoltre fu certificato dalla RIAA sia disco d'oro (12 febbraio 1992) che disco di platino (2 aprile 1996).

## Tracce
Testi e musiche di Marc Cohn, eccetto dove indicato.
1. Walking in Memphis – 4:18
2. Ghost Train – 4:10
3. Silver Thunderbird – 4:38
4. Dig Down Deep – 5:08
5. Walk on Water – 4:00
6. Miles Away – 3:22
7. Saving the Best for Last – 5:31
8. Strangers in a Car – 2:46
9. 29 Ways – 3:05 (Willie Dixon)
10. Perfect Love – 4:18
11. True Companion – 4:09

## Musicisti
Walking in Memphis
- Marc Cohn - voce, pianoforte
- Chris Palmaro - organo Hammond B-3
- Eric Rehl - tastiere
- John Leventhal - basso, chitarre, organo
- Dennis McDermott - batteria
- Ada Dyer - accompagnamento vocale, coro
- Vivian Cherry - accompagnamento vocale, coro
- Darryl Tookes - accompagnamento vocale, coro
- Dennis Collins - accompagnamento vocale, coro

Ghost Train
- Marc Cohn - voce, pianoforte elettrico, accompagnamento vocale, coro
- John Leventhal - basso, basso fender a sei corde, chitarre, shaker, drum program
- Dennis McDermott - batteria
- Bashiri Johnson - percussioni
- Kenny White - accompagnamento vocale, coro
- Milt Grayson - accompagnamento vocale, coro
- Frank Floyd - accompagnamento vocale, coro
- Frank Simms - accompagnamento vocale, coro

Silver Thunderbird
- Marc Cohn - voce, pianoforte, accompagnamento vocale, coro
- Robin Batteau - chitarra acustica, mandolino
- Bill Dillon - chitarra pedal steel
- Ben Wisch - tastiere
- Kenny White - tastiere, percussioni, accompagnamento vocale, coro
- Steve Tubin - accordion
- Peter Gordon - corno francese
- Don Alias - percussioni

Dig Down Deep
- Marc Cohn - voce, pianoforte
- John Leventhal - basso, basso fender a sei corde, chitarre
- Eric Rehl - tastiere
- Glen Velez - frame drum, shakers, filipino buzz sticks
- Arto Tuncboyaci - percussioni, voce aggiunta

Walk on Water
- Marc Cohn - voce, pianoforte
- Ben Wisch - tastiere
- Bill Dillon - chitarra
- Don Alias - chimes

Miles Away
- Marc Cohn - voce, pianoforte
- John Leventhal - basso, chitarre, bouzouki irlandese
- Ben Wisch - tastiere
- Steve Gadd - batteria

Saving the Best for Last
- Marc Cohn - voce, pianoforte
- John Leventhal - basso fender a sei corde, chitarra elettrica
- David Spinozza - chitarra acustica
- Steve Tubin - harmonium
- Ben Wisch - tastiere
- Mark Egan - basso
- Steve Gadd - batteria
- Bashiri Johnson - percussioni

Strangers in a Car
- Marc Cohn - voce, pianoforte
- Ben Wisch - tastiere
- John Leventhal - chitarra

29 Ways
- Marc Cohn - voce, organo
- Jerry Marotta - batteria, percussioni

Perfect Love
- Marc Cohn - voce, chitarra acustica
- James Taylor - voce
- John Leventhal - chitarre
- Mark Egan - basso
- Steve Gadd - batteria
- Bashiri Johnson - percussioni

True Companion
- Marc Cohn - voce, pianoforte
- John Leventhal - chitarra slide, bouzouki irlandese
- Ben Wisch - tastiere
- Eric Rehl - tastiere
- Robin Batteau - violino
- Kenny White - percussioni

Note aggiuntive
- Marc Cohn e Ben Wisch - produttori
- Registrazioni (e mixaggio) effettuate al Quad Recording di New York City, New York
- Ben Wisch - ingegnere delle registrazioni e del mixaggio
- Chris Theis - assistente ingegnere delle registrazioni
- Dennis Cupit, Donna Roth, Matt Knobel - assistenti ingegnere delle registrazioni (al Quad Recording)
- Brano Saving the Best for Last, registrato al R.P.M. studio con l'assistenza di Mike Krowiak
- Matt Knobel - digitally sequenced (Studer Dyaxis)
- Bob Ludwig - masterizzazione (al Masterdisk di New York)
- John Leventhal e Kenny White - arrangiamenti aggiunti
- Roger Gorman / Reiner Design Consultants, Inc. - art direction
- Peter Liepke - fotografie
- Quest'album è dedicato a Jennifer[9]